# قافلانکوه
قافلانکوه نام رشته کوهی در شرق شهرستان میانه است.

## نام
نام این رشته کوه در گویش محلی قافلانتی می‌باشد که هم‌اکنون نیز این نام بکار می‌رود. شکل قدیمی‌تر آن، قپلانتو است که واژه‌ای ترکی و به معنای «کنام پلنگان» است. شکل قدیمی این نام در نام روستای قپلانتو در حوالی سقز محفوظ مانده‌است.قافلان یا قاپلان در ترکی به معنی پلنگ است.
ژان دیولافوا نام این رشته کوه را کوه ببر ذکر کرده‌است.

## جغرافیا
رشته کوه فرعی قافلانتی به طول تقریبی ۵۰ کیلومتر از شرق روستای بارگاه به مختصات ۳۷٫۱۹۹۵ شمالی و ۴۷٫۴۰۳۰ شرقی در جنوب شهر میانه آغاز شده و به سمت شمال شرق تا روستای ممان (میانه) به مختصات ۳۷٫۴۶۳۴ شمالی و ۴۷٫۹۰۰۴ شرقی امتداد یافته و به رشته کوه البرز غربی متصل می‌شود. رودخانه قزل اوزن این رشته کوه را در شرق شهر میانه قطع می‌کند.
قلل شاخص آن عبارتند از:
- اؤجاق داغی یا قارا زیارت به مختصات ۳۷°۱۷′۵۵″ شمالی ۴۷°۴۱′۵۰″ شرقی / ۳۷٫۲۹۸۶۱°شمالی ۴۷٫۶۹۷۲۲°شرقی و به ارتفاع ۱۸۵۳ متر در جنوب غربی رشته کوه.
- دم داغی به مختصات ۳۷°۱۸′۵۸″ شمالی ۴۷°۴۳′۱۶″ شرقی / ۳۷٫۳۱۶۱۱°شمالی ۴۷٫۷۲۱۱۱°شرقی و به ارتفاع ۱۷۸۴ متر در جنوب غربی رشته کوه.
- گویولار به مختصات ۳۷°۱۲′۳۱″ شمالی ۴۷°۳۶′۳۳″ شرقی / ۳۷٫۲۰۸۶۱°شمالی ۴۷٫۶۰۹۱۷°شرقی و ارتفاع ۱۸۷۳ متر در جنوب غربی رشته کوه. (قله بی‌نام کنار روستای گویولار)
- چاخار یا گئچیلیک به مختصات ۳۷°۲۲′۳۷″ شمالی ۴۷°۵۰′۴۰″ شرقی / ۳۷٫۳۷۶۹۴°شمالی ۴۷٫۸۴۴۴۴°شرقی و ارتفاع ۱۸۴۶ متر در شمال شرقی رشته کوه. ابتدای مسیر صعود به این قله توسط پل پیاده‌رو بر روی قزل اوزن بعد از تونل قافلانتی می‌باشد.

خانم ژان دیولافوا رشته کوه قافلانتی را حد فاصل آذربایجان و عراق عجم ذکر کرده‌است.
در سده اخیر تنها راه اصلی ارتباط منطقه آذربایجان با مرکز کشور بخصوص با شهر تهران از طریق جاده‌ای که از کنار رودخانه قزل اوزن عبور می‌کرده و با گذر از پل‌دختر (میانه) صورت می‌گرفته‌است؛ از این‌رو این رشته کوه فرعی علی‌رغم کوچکی آن از اهمیت راهبردی برخوردار بوده و عملاً دروازه ورود به آذربایجان بوده‌است. اکنون آزادراه ۲ (ایران) از منتهی‌الیه جنوبی این رشته کوه از جنوب روستای بارگاه عبور می‌کند و عملاً محدودیت ارتباطی منطقه آذربایجان با مرکز کشور برطرف شده‌است.

## جایگاه تاریخی
در هزاره اول قبل از میلاد این رشته کوه بخشی از حکومت گیزیل بوندا بوده‌است.